# USS Kearsarge (CV-33)
USS Kearsarge (CV/CVA/CVS-33) là một trong số 24 tàu sân bay thuộc lớp Essex của Hải quân Hoa Kỳ được hoàn tất trong hoặc ngay sau Thế Chiến II. Đây là chiếc tàu chiến thứ ba của Hải quân Mỹ mang cái tên này, được đặt theo tên một chiếc tàu xà-lúp trong cuộc Nội chiến Mỹ. Kearsarge được đưa ra hoạt động vào tháng 3 năm 1946, được hiện đại hóa vào đầu những năm 1950 thành một tàu sân bay tấn công CVA, và đã tham gia hoạt động trong Chiến tranh Triều Tiên, nơi nó được tặng thưởng hai Ngôi sao Chiến trận. Vào cuối những năm 1950, nó lại được cải biến thành một tàu sân bay chống tàu ngầm CVS. Kearsarge là tàu thu hồi chính cho hai chuyến bay cuối cùng của chương trình thám hiểm không gian có người lái Mercury trong những năm 1962-1963. Chiếc tàu sân bay hoàn tất cuộc đời phục vụ của nó trong chiến tranh Việt Nam, nơi nó được tặng thưởng thêm năm Ngôi sao Chiến trận.
Nó được cho ngừng hoạt động vào năm 1970; và được bán để tháo dỡ vào năm 1974.

## Thiết kế và chế tạo
Kearsarge là một tàu sân bay dạng thân dài thuộc phân lớp Ticonderoga trong lớp Essex. Nó được đặt lườn vào ngày 1 tháng 3 năm 1944 tại Xưởng hải quân New York; được hạ thủy vào ngày 5 tháng 5 năm 1945, được đỡ đầu bởi bà Aubrey W. Fitch, phu nhân Đô đốc Aubrey Wray Fitch, và được nhập biên chế vào ngày 2 tháng 3 năm 1946, dưới sự chỉ huy của hạm trưởng, Đại tá Hải quân Francis J. McKenna.

## Lịch sử hoạt động

### Sau Thế Chiến II
Kearsarge đi đến cảng nhà của nó tại Norfolk, Virginia vào ngày 21 tháng 4 năm 1946, và trong suốt năm tiếp theo sau, nó tiến hành hoạt động huấn luyện dọc theo bờ Đông Hoa Kỳ và tại vùng biển Caribbe. Nó rời Norfolk ngày 7 tháng 6 năm 1947 thực hiện chuyến đi thực tập dành cho học viên sĩ quan đến Anh Quốc.

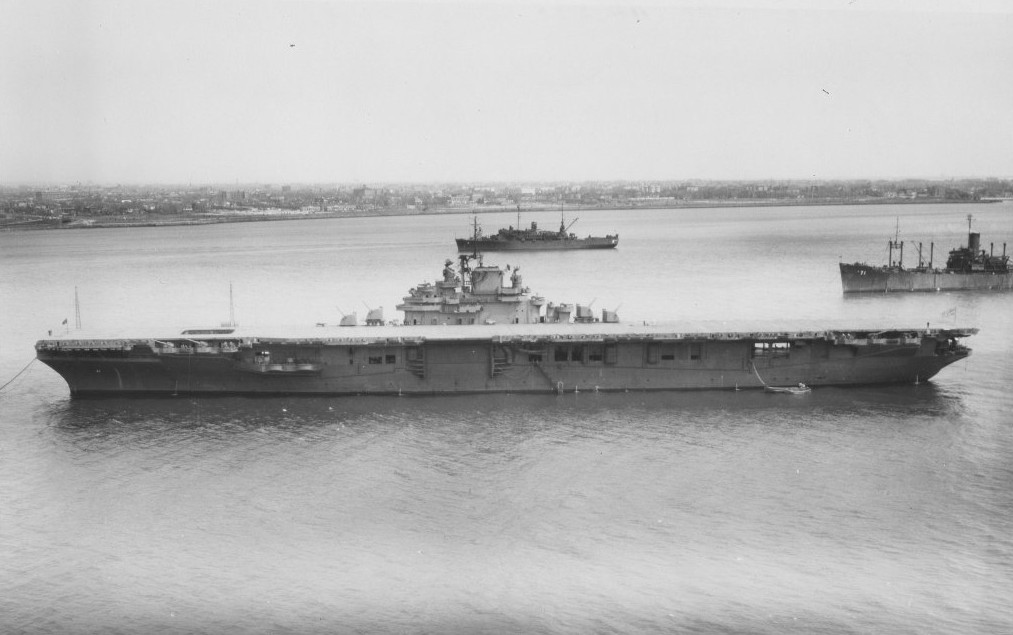
USS Kearsarge vào ngày 13 tháng 4 năm 1946.

Sau khi quay trở về Hoa Kỳ vào tháng 8 năm 1947, chiếc tàu sân bay thực hành cơ động trong gần một năm trước khi khởi hành rời Hampton Roads ngày 1 tháng 6 năm 1948 để tham gia phục vụ cùng Đệ lục Hạm đội. Trong lượt phục vụ tại Địa Trung Hải, các đơn vị của hạm đội này được đặt trong tình trạng báo động để duy trì hòa bình tại Trung Đông. Kearsarge quay trở về Quonset Point, Rhode Island vào ngày 2 tháng 10, và tiếp tục hoạt động dọc theo bờ biển Đại Tây Dương và tại khu vực Caribbe cho đến ngày 27 tháng 1 năm 1950, khi nó khởi hành đi sang vùng bờ Tây Hoa Kỳ. Chiếc tàu sân bay đi đến Xưởng hải quân Puget Sound vào ngày 23 tháng 2, và được cho tạm ngưng hoạt động tại đây vào ngày 16 tháng 6 năm 1950 để được đại tu và hiện đại hóa theo chương trình SCB-27A, cho phép con tàu vận hành các thế hệ máy bay phản lực mới.
Trong giai đoạn này, Kearsarge được sử dụng trong cảnh quay của bộ phim "The Caine Mutiny". Chuyến viếng thăm kết thúc của Đô đốc 'Bull Halsey' được quay trên Kearsarge, lúc này đang được ngưng hoạt động để hiện đại hóa.

### Chiến tranh Triều Tiên
Kearsarge được cho hoạt động trở lại vào ngày 15 tháng 2 năm 1952 dưới quyền chỉ huy của hạm trưởng, Đại tá Hải quân Louis B. French. Sau chuyến đi chạy thử máy, chiếc tàu sân bay khởi hành từ San Diego vào ngày 11 tháng 8, tiến hành các hoạt động huấn luyện bay khẩn trương tại vùng biển Hawaii. Sau khi đạt được tình trạng sẵn sàng chiến đấu, nó khởi hành đi sang Viễn Đông để tham gia tác chiến trong khuôn khổ cuộc Chiến tranh Triều Tiên. Đi đến Yokosuka vào ngày 8 tháng 9, Kearsarge gia nhập nhóm các tàu sân bay nhanh thuộc Lực lượng Đặc nhiệm 77 ngoài khơi bờ biển Triều Tiên sáu ngày sau đó. Trong vòng năm tháng tiếp theo sau, máy bay của nó đã thực hiện gần 6.000 phi vụ chiến đấu chống lại lực lượng cộng sản tại Bắc Triều Tiên, gây thiệt hại đáng kể cho các vị trí của đối phương. Nó hoàn tất lượt phục vụ vào cuối tháng 2 năm 1953, và quay về cảng nhà tại San Diego vào ngày 17 tháng 3. Trong khi hoạt động tại Triều Tiên, con tàu được xếp lại lớp thành một tàu sân bay tấn công mang ký hiệu CVA-33.

### Viễn Đông

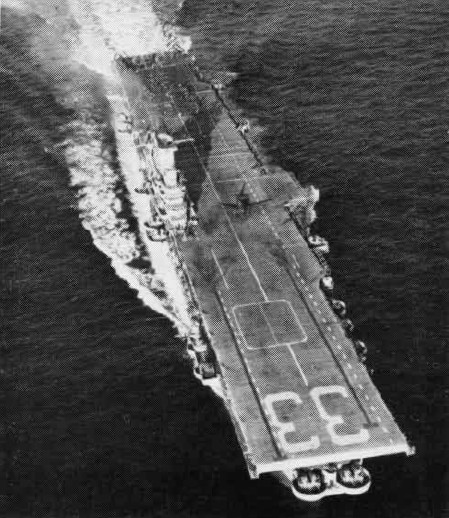
Kearsarge sau khi được hiện đại hóa theo chương trình SCB-27A.

Kearsarge lại lên đường đi đến Viễn Đông vào ngày 1 tháng 7 năm 1953 và hoạt động cùng lực lượng tàu sân bay nhanh của Đệ Thất hạm đội. Xung đột đã kết thúc qua đạt được một thỏa thuận ngừng bắn, và chiếc tàu sân bay tham gia tuần tra nhằm giám sát việc thực thi thỏa thuận này. Chiếc "Mighty Kay" còn tham gia các đợt tuần tra tại eo biển Đài Loan nhằm ngăn ngừa Trung Cộng tiếp tục tấn công phe Quốc dân đảng lúc này đã rút lui về Đài Loan.
Kearsarge quay về San Diego vào ngày 18 tháng 1 năm 1954 tiếp tục các hoạt động huấn luyện thường xuyên ngoài khơi bờ biển California. Rời San Diego vào ngày 7 tháng 10, chiếc tàu sân bay thực hiện lượt bố trí hoạt động thứ ba tại Viễn Đông. Trong khi hoạt động cùng Đệ Thất hạm đội, nó đã trực chiến để hỗ trợ lực lượng Trung Hoa dân quốc di tản khỏi quần đảo Đại Trần. Từ ngày 6 đến ngày 13 tháng 2 năm 1955, Kearsarge hỗ trợ các đơn vị khác của hạm đội trong việc triệt thoái thành công 18.000 thường dân và 20.000 nhân viên quân sự khỏi các hòn đảo. Chuyến đi của nó kết thúc tại San Diego vào ngày 12 tháng 5, và trong ba năm tiếp theo sau, chiếc tàu sân bay tiếp tục thực hiện các hoạt động thường xuyên ngoài khơi bờ biển California cũng như được bố trí hằng năm đến Viễn Đông.
Trong những năm 1956-1957, Kearsarge được hiện đại hóa theo chương trình SCB-125, chủ yếu là tích hợp một mũi tàu kín chống bão và một sàn đáp chéo góc. Vào mùa Hè năm 1958, Kearsarge được trang bị như một tàu sân bay chống tàu ngầm và được xếp lại lớp thành CVS-33. Sau khi tiến hành các hoạt động huấn luyện khẩn trương cho vai trò mới, chiếc tàu sân bay lên đường ngày 5 tháng 9 năm 1959 để hoạt động cùng Đệ Thất hạm đội tại Viễn Đông.
Vào đầu lượt phục vụ này, Nhật Bản phải chịu đựng một cơn bão khốc liệt, và Kearsarge đã đóng một vai trò quan trọng trong việc cứu giúp các nạn nhân. Máy bay của nó đã chuyển các nhóm y tế và cứu trợ, trong khi thủy thủ đoàn và các đội bay quyên góp quần áo và tiền bạc cho các nạn nhân. Sau khi tham gia các đợt tập trận trong khối Tổ chức Hiệp ước Đông Nam Á (SEATO) và của Đệ Thất hạm đội, nó rời Yokosuka vào ngày 3 tháng 3 năm 1960 quay trở về nhà. Ba ngày sau, trong một vùng biển bão tố cách đảo Wake 1.930 km (1.200 mi), bốn thủy thủ Nga được cứu thoát sau 49 ngày bị trôi dạt trên biển trên chiếc xuồng đổ bộ hỏng máy của họ. Họ được quay trở về đất nước sau khi Kearsarge về đến Alameda, California ngày 15 tháng 3; và chiếc tàu sân bay nhận được những lời cảm ơn từ Chính phủ Liên Xô do hành động cao đẹp này.
Sau một năm hoạt động huấn luyện, Kearsarge tiếp tục được phái sang hoạt động tại khu vực Tây Thái Bình Dương. Khởi hành từ San Diego vào ngày 3 tháng 3 năm 1961, chiếc tàu sân bay chống tàu ngầm di chuyển đến vùng biển Đông Nam Á khi lực lượng Cộng sản tăng cường các hoạt động của họ nhằm lật đổ chính quyền tại Lào. Việc biểu dương lực lượng của Đệ Thất hạm đội đã góp phần làm lắng dịu sự căng thẳng đó. Sau sáu tháng hoạt động tại Viễn Đông, Kearsarge quay về Puget Sound vào ngày 1 tháng 11 tiếp tục thực hiện giai đoạn hai của việc hiện đại hóa.

### Kế hoạch Mercury

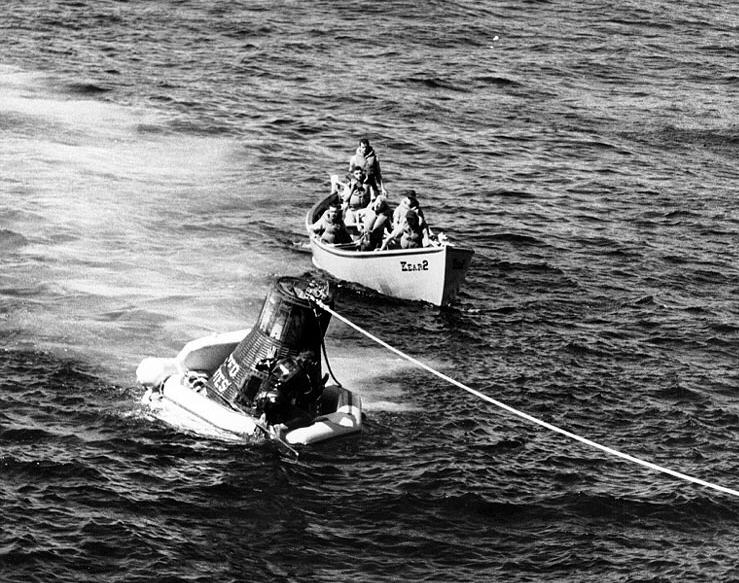
Tàu vũ trụ Sigma 7 đang được kéo lên USS Kearsarge.

Sau khi hoàn tất việc sửa chữa và huấn luyện, Kearsarge rời Long Beach, California vào ngày 1 tháng 8 năm 1962 để hoạt động như tàu thu hồi trong một chuyến bay của Chương trình Mercury: tàu vũ trụ Sigma 7 đã thực hiện chuyến bay quanh quỹ đạo Trái Đất cùng phi hành gia Walter Schirra, và đã hạ cánh xuống Thái Bình Dương. Vào ngày 3 tháng 10, chiếc tàu sân bay bước vào kỷ nguyên vũ trụ khi thu hồi Schirra cùng con tàu của ông và đưa về Honolulu trước khi bay trở về Mỹ.
Kearsarge trở lại các nhiệm vụ tập trận và huấn luyện trong sáu tháng trước khi quay trở về Trân Châu Cảng vào ngày 29 tháng 4 năm 1963 để một lần nữa tham gia vào chương trình thám hiểm vũ trụ. Chiếc tàu sân bay lặp lại sứ mạng của mình khi vớt nhà du hành vũ trụ Gordon Cooper vào ngày 16 tháng 5 năm 1963 sau chuyến bay 22 vòng quanh quỹ đạo Trái Đất trên tàu vũ trụ "Faith 7."

### Chiến tranh Việt Nam

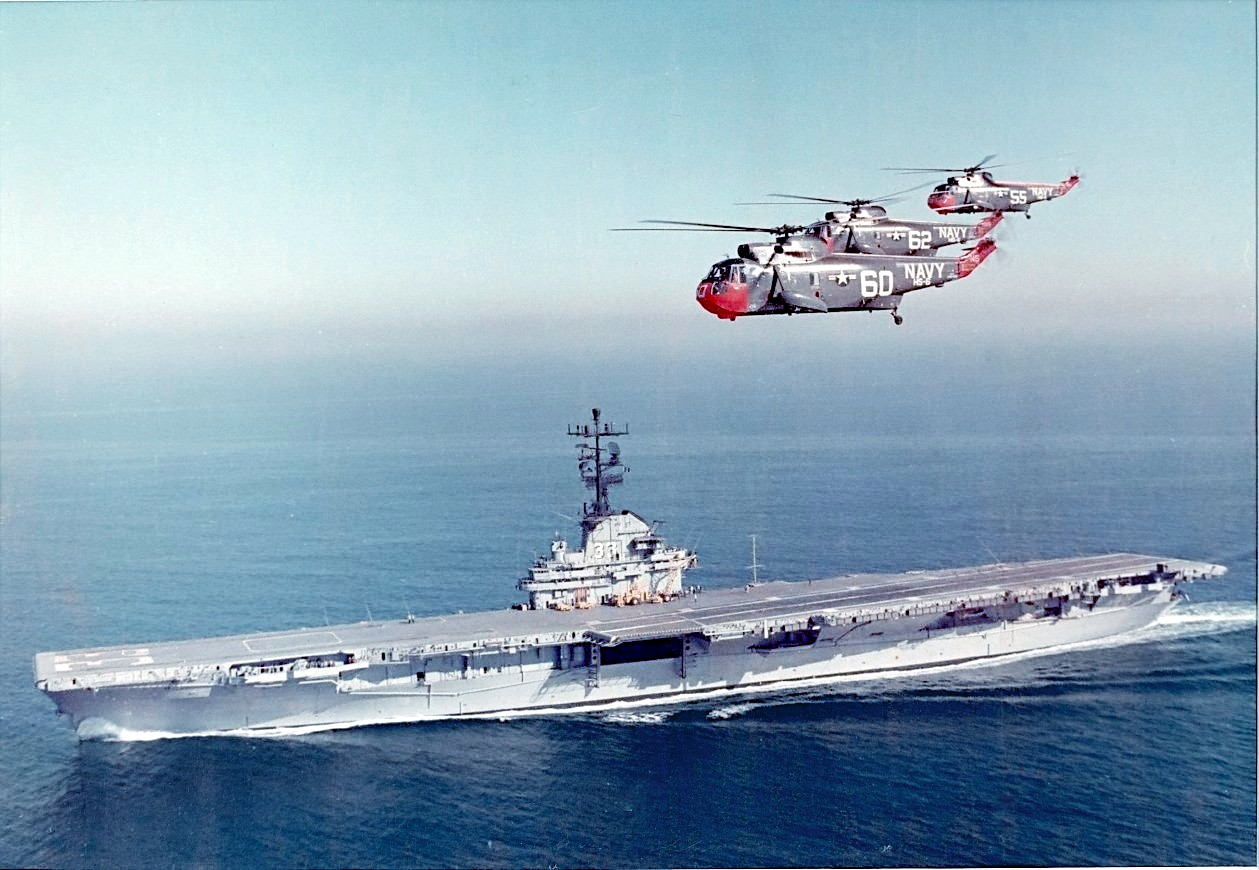
Kearsarge như một tàu sân bay chống tàu ngầm trong những năm 1960.

Sau khi đưa nhà phi hành vũ trụ quay trở về Trân Châu Cảng, Kearsarge lại khởi hành vào ngày 4 tháng 6 thực hiện chuyến đi thứ tám đến Viễn Đông. Các hoạt động cùng với Đệ Thất hạm đội bao gồm việc canh phòng tại một khu vực đầy dẫy những sự bất trắc tại Đông Nam Á. Sau đó Kearsarge quay về Long Beach vào ngày 3 tháng 12 và thực hành huấn luyện ngoài khơi California.
Ngày 19 tháng 6 năm 1964, chiếc tàu sân bay chống tàu ngầm được bố trí lượt phục vụ thứ chín tại Viễn Đông. Đi đến Yokosuka vào ngày 30 tháng 7, Kearsarge được phái đến khu vực biển Đông sau khi xảy ra sự kiện vịnh Bắc Bộ, mà phía Mỹ cho là tàu phóng lôi Bắc Việt Nam đã tấn công các tàu khu trục Mỹ trong vịnh Bắc Bộ. Trong khi máy bay của Hải quân Mỹ phá hủy các kho dầu và phương tiện tiếp liệu tại Bắc Việt Nam, Kearsarge đã hỗ trợ bảo vệ chống tàu ngầm cho lực lượng Đệ Thất hạm đội. Chiếc tàu sân bay quay về Long Beach vào ngày 16 tháng 12.
Sau một đợt đại tu kéo dài đến hết nữa đầu năm 1965, Kearsarge hoạt động tại khu vực bờ Tây Hoa Kỳ cho đến khi khởi hành đi Viễn Đông vào ngày 9 tháng 6 năm 1966. Ghé qua Hawaii và Nhật Bản, nó đi đến Trạm Yankee vào ngày 8 tháng 8 và hoạt động ngoài khơi Việt Nam cho đến ngày 24 tháng 10. Ngày hôm sau nó khởi hành hướng đến khu vực Kuala Lumpur rồi thả neo tại eo biển Malacca vào ngày 30 tháng 10. Nó rời vịnh Subic để quay trở lại Trạm Yankee vào ngày 5 tháng 11, và hoạt động tại đây cho đến ngày 23 tháng 11. Ngày hôm sau, chiếc tàu sân bay quay trở về nhà ngang qua Hong Kong và Nhật Bản, về đến San Diego vào ngày 20 tháng 12. Kearsarge hoạt động tại khu vực bờ Tây Hoa Kỳ cho đến khi khởi hành rời San Diego vào ngày 18 tháng 8 năm 1967 và đến Trân Châu Cảng mười ngày sau đó chuẩn bị cho các hoạt động tiếp theo sau.

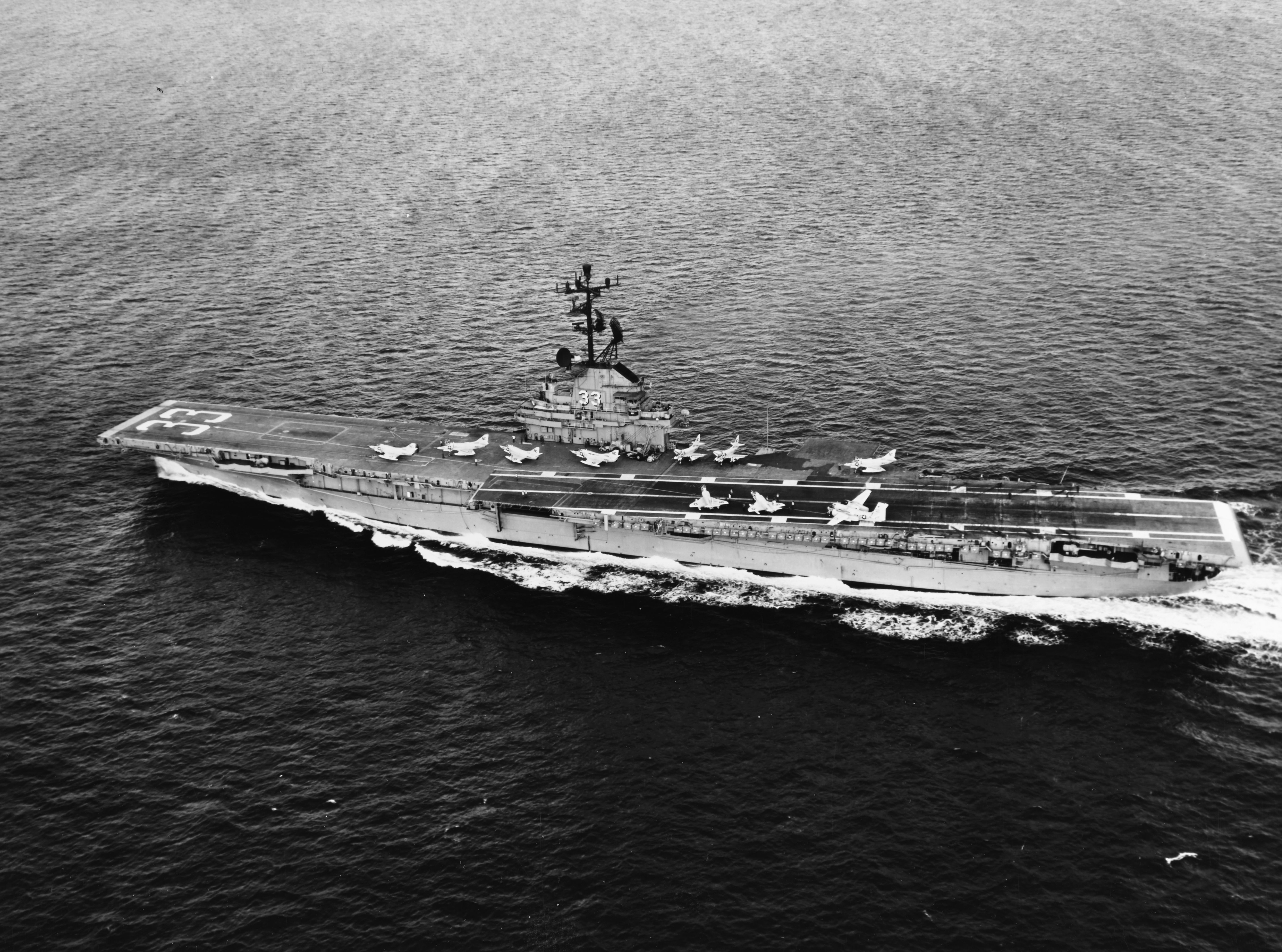
USS Kearsarge vào năm 1965.

Trong lượt phục vụ tiếp theo tại Viễn Đông từ tháng 8 năm 1967 đến tháng 4 năm 1968, ngoài các hoạt động trong cuộc xung đột tại Việt Nam, Kearsarge đã được huy động đến vùng biển Nhật Bản sau khi xảy ra vụ khủng hoảng do phía Bắc Triều Tiên bắt giữ chiếc tàu do thám Hoa Kỳ USS Pueblo (AGER-2) trong vùng biển hải phận quốc tế vào ngày 23 tháng 1 năm 1968. Chiếc tàu sân bay lên đường quay trở về nhà sau khi tình hình lặng dịu.
Sau khi được nghỉ ngơi, bảo trì và sửa chữa tại vùng bờ Tây Hoa Kỳ, Kearsarge lại được phái sang khu vực Tây Thái Bình Dương từ ngày 29 tháng 3 đến ngày 4 tháng 9 năm 1969. Sau chặng dừng tại Trân Châu Cảng từ ngày 7 đến ngày 14 tháng 4, nó tiếp tục hành trình Yokosuka và đến vịnh Bắc Bộ để hoạt động trong chiến tranh. Con tàu đã tham gia cuộc Tập trận Sea Spirit trong Khối SEATO, bao gồm hơn 40 tàu chiến của Hoa Kỳ, Anh, Australia và New Zealand. Khi xảy ra tai nạn va chạm giữa tàu sân bay hạng nhẹ Australia HMAS Melbourne (R21) với tàu khu trục Hoa Kỳ Frank E. Evans (DD-754) vào rạng sáng ngày 3 tháng 6, Kearsarge lập tức cử máy bay trực thăng Sikorsky SH-3 Sea King bay đến hiện trường cách đó 40 mi (64 km) tham gia vào việc tìm kiếm cứu vớt những người sống sót. Sau đó nó đón những người bị thương lên tàu để chuyển về Căn cứ vịnh Subic vào ngày 6 tháng 6.
Trở nên dư thừa do việc cắt giảm hạm đội vào cuối những năm 1960 và đầu những năm 1970, Kearsarge được cho ngừng hoạt động vào ngày 13 tháng 2 năm 1970. Sau ba năm nằm trong thành phần dự bị, nó được rút khỏi danh sách Đăng bạ Hải quân vào tháng 5 năm 1973 và được bán để tháo dỡ vào tháng 2 năm 1974.

## Phần thưởng
Kearsarge được tặng thưởng hai Ngôi sao Chiến trận khi phục vụ trong cuộc Chiến tranh Triều Tiên, và sau đó nó được tặng thưởng thêm năm Ngôi sao Chiến trận khác trong cuộc chiến tranh Việt Nam.
|                           |             |                           |
|                           | Bronze star | Bronze star · Bronze star |
| Bronze star · Bronze star | Silver star |                           |
|                           |             |                           |

| Đơn vị Tuyên dương Hải quân Anh dũng                                | Huân chương Phục vụ Trung Hoa                                   | Huân chương Chiến thắng Thế Chiến II                              |
| Huân chương Phục vụ Chiếm đóng Hải quân                             | Huân chương Phục vụ Phòng vệ Quốc gia với 1 Ngôi sao Chiến trận | Huân chương Phục vụ Triều Tiên với 2 Ngôi sao Chiến trận          |
| Huân chương Viễn chinh Lực lượng Vũ trang với 2 Ngôi sao Chiến trận | Huân chương Phục vụ Việt Nam với 5 Ngôi sao Chiến trận          | Huân chương Anh Dũng Bội Tinh (Việt Nam Cộng Hòa)                 |
| Huân chương Liên Hợp Quốc Phục vụ Triều Tiên                        | Huân chương Chiến dịch Bội Tinh (Việt Nam Cộng Hòa)             | Huân chương Phục vụ Chiến tranh Triều Tiên (Hàn Quốc) (truy tặng) |